# Liam Davison
Liam Patrick Davison (Melbourne, 29 de julio de 1957 – Vuelo 17 de Malaysia Airlines, 17 de julio de 2014) fue un novelista australiano. Junto a su mujer Frankie, fueron víctimas del desastre aéreo del vuelo 17 de Malayisa Airlines en Ucrania.

## Biografía
Davison se licenció en el Melbourne Teacher's College. Fue galardonado con el National Book Council's Banjo Award de Ficción en 1993 y otros premios de historias cortas como The Age Book of the Year y el Victorian Premier's Literary Award. Sus trabajos aparecen en muchas de las antologías literarias australianas. Fue un crítico ocasional del periódico "The Australian".

## Publicaciones
- The Velodrome (1988)
- The Shipwreck Party (Historias cortos) (1989)
- Soundings (1993)
- The White Woman (1994)
- The Betrayal (1999)
- The Spirit of Australia (con Jim Conquest) (1999)
- The Florilegium (2001)
- Collected Stories (1999, 2001, 2003, 2011, 2012, 2013)